# Jean Baptiste Point DuSable
Jean Baptiste Point du Sable (o Point de Sable, Point au Sable, Point Sable, Pointe DuSable) (antes de 1750 – 28 de agosto de 1818) es considerado como el primer residente permanente de lo que posteriormente se convirtió en Chicago, Illinois. Más allá de saber que nació en la parte francesa de la Isla de La Española (actualmente Haití), en el Caribe, poco se sabe de su vida antes de la década de 1770. En 1779, estaba viviendo en el sitio de la actual ciudad de Michigan City, Indiana, cuando fue detenido por el ejército británico bajo sospecha de ser un simpatizante de Estados Unidos en la guerra revolucionaria americana. A principios de la década de 1780 trabajó para el teniente gobernador británico de Michilimackinac  en una finca en lo que hoy es la ciudad de St. Clair, Míchigan, antes de asentarse en la desembocadura del río Chicago. Hay registros de que estaba viviendo por primera vez en Chicago a principios de 1790, teniendo al parecer que establecerse en algún momento anterior. Vendió su propiedad en Chicago en 1800 y se mudó a St. Charles, Misuri, donde murió el 28 de agosto de 1818.
Point du Sable es conocido como «fundador de Chicago». En Chicago, una escuela, un museo, un puerto, un parque y un puente han sido nombrados, o cambiado de nombre, en su honor; y el lugar donde se estableció en la desembocadura del río Chicago en la década de 1780 es reconocida como National Historic Landmark que ahora se encuentra en  Pioneer Court.